# 東斯普林菲爾德 (紐約州)
東斯普林菲爾德（英語：East Springfield）是位於美國紐約州奧齊戈縣的非建制地區。

## 歷史
東斯普林菲爾德的郵局自1828年營運至今。

## 地理
東斯普林菲爾德所處的海拔為高於海平面403米（即1322英呎），而該地所採用的時區為UTC-5，即北美东部时区（EST）。同時該地設有夏令時間，為UTC-5調快一小時，即UTC-4（EDT）。